# Kurt Kresse (Fußballspieler)
Kurt Kresse (* 15. Oktober 1919; † nach 1977) war ein deutscher Fußballspieler und Fußballtrainer. 1949 spielte er für die ZSG Altenburg in der Fußball-Liga des Deutschen Sportausschusses, der höchsten Spielklasse der DDR. Als Trainer führte er Dynamo Dresden 1969 zum Aufstieg in die DDR-Oberliga. Er ist einer von sechs Trainern von Dynamo Dresden mit mehreren Amtszeiten.
Da sein Verein zu seinem 100. Geburtstag veröffentlichte, er „wäre am Dienstag 100 Jahre alt geworden“, ist davon auszugehen, dass er diesen Tag nicht mehr erlebt hat.

## Sportliche Laufbahn

### Fußballspieler
Zu den Gründungsmitgliedern der 1949 neu eingerichteten DS-Fußball-Liga gehörte der thüringische Vizemeister ZSG Altenburg. Im Kader für die Saison 1949/50 stand der 29-jährige Mittelfeldspieler Kurt Kresse. Er kam allerdings nur neunmal in den ersten elf Ligaspielen zum Einsatz, bei denen er torlos blieb. Danach wurde er in der Liga nicht mehr aufgestellt. In der Saison 1950/51 wurde Kresse mit der SG Deutsche Volkspolizei Weimar Meister der drittklassigen Landesklasse Thüringen und stieg damit mit der Mannschaft in die DDR-Liga auf. In der DDR-Liga-Spielzeit 1951/52, in der 22 Spiele ausgetragen wurden, kam Kresse als halbrechter Stürmer spielend verletzungsbedingt nur auf 18 Einsätze, war aber mit fünf Toren erfolgreich. Nachdem die SG Dynamo den Klassenerhalt erreicht hatte, wurde die Mannschaft nach Erfurt verlegt, spielte dort von der Saison 1952/53 an zunächst als SG DVP Erfurt, ab März 1953 als SG Dynamo Erfurt. In dieser Spielzeit fehlte Kresse nur bei zwei Ligaspielen, spielte weiter als Halbstürmer und konnte seine Torquote auf sieben Treffer erhöhen. Die SG Dynamo stieg am Saisonende in die Bezirksliga ab und für den 33-jährigen Kurt Kresse war damit die Laufbahn als Fußballspieler beendet.

### Fußballtrainer
Nach seiner Laufbahn als Fußballspieler begann Kresse als Fußballtrainer zu arbeiten. Zunächst war er bei der Sportvereinigung Dynamo tätig, übernahm dann in der Saison 1957 (Kalenderjahr-Spielzeit) in der viertklassigen Bezirksliga Dresden die SG Dynamo Dresden. Kresse verhalf der zuvor aus der II. DDR-Liga abgestiegenen Mannschaft zur Bezirksmeisterschaft sowie zum Bezirkspokalsieg und sorgte schließlich für den Wiederaufstieg in die II. DDR-Liga. Anschließend ersetzte ihn der neue Trainer Helmut Petzold.
Neun Spieltage vor dem Ende der Oberligasaison 1967/68 löste Kresse im März 1968 den Trainer des Oberligisten Dynamo Dresden Manfred Fuchs ab, dessen Assistenztrainer er bisher gewesen war. Er übernahm die Mannschaft stark abstiegsgefährdet mit nur einem Punkt Vorsprung zum letzten Tabellenplatz. Mit nur zwei Siegen in den restlichen Spielen gelang Kresse nicht, den Abstieg zu verhindern. Mit einer fast unveränderten Mannschaft führte er Dynamo Dresden 1968/69 zu einem souveränen Wiederaufstieg, der mit neun Punkten Vorsprung zum Tabellenzweiten geschafft wurde. Nach dem Abschluss der Saison übernahm Walter Fritzsch bei Dynamo Dresden das Amt des verantwortlichen Trainers, während Kresse in den Nachwuchsbereich versetzt wurde. Obwohl erst 50 Jahre alt, erhielt er auch später keinen Trainerposten mehr im höheren Ligenbereich. 1970/71 war er in Sansibar tätig, wo er den Landesmeister und zeitweise die Nationalmannschaft betreute. Anschließend übernahm er wieder die Juniorenmannschaft von Dynamo Dresden. Aus gesundheitlichen Gründen ging er im Dezember 1977 in den Ruhestand.